# Dan Shaver
Dan Shaver (Charlotte, Észak-Karolina, 1950. június 6. – 2007. január 2.) autóversenyző.
A NASCAR Busch Sorozat vezetője volt 2002-ben 2 verseny erejéig. Ezen kívül az ARCA sorozatban szerepelt. 2005-ben visszavonult, mert az ARCA egyik tulajdonosa új versenyzőket keresett egy nagyobb csapathoz. Általában a 40-es számú autóval a második sávban versenyezett az ARCA-ban.
2006. január 30-án ezt nyilatkozta egy autóversennyel foglalkozó internetes oldalnak: „15 éve most vagyok a legjobb formámban, és kész vagyok arra, hogy újra menjek.”
2007-ben rákban halt meg.